# Turuma

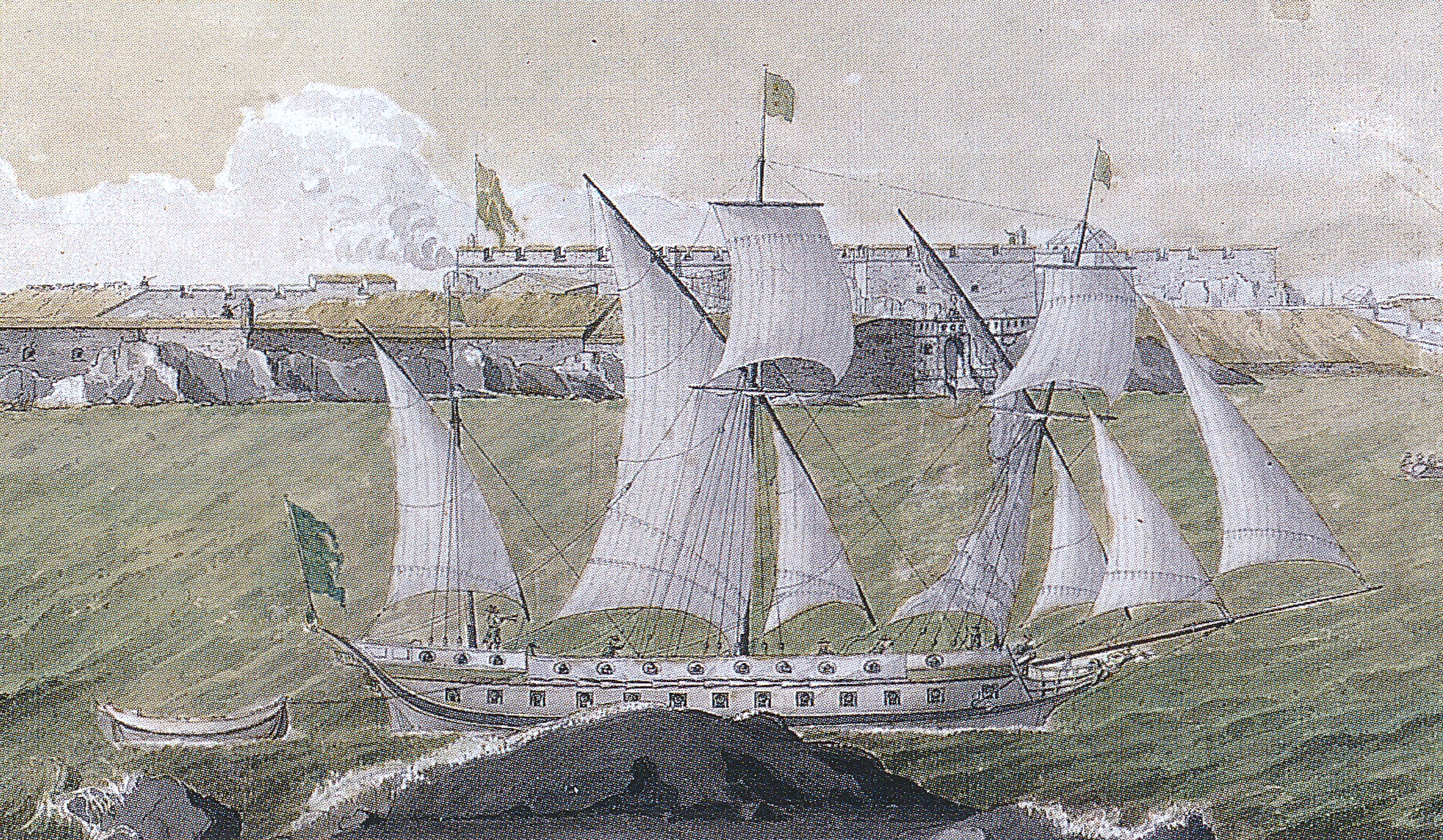
Målning av turuma vid Sveaborg av A E Geete (1770).

Turuma (av finska Turunmaa, Åboland) var en fartygstyp som ingick i den svenska skärgårdsflottan. Turuman byggdes för sjökrigföring i skärgård och för att kunna ge eldunderstöd vid amfibieoperationer, särskilt i försvar av Åland och Finland, som vid den tiden tillhörde Sverige. Den har i senare litteratur grupperats med andra fartyg, specialbyggda för användning i skärgård under termen skärgårdsfregatt.
I jämförelse med de galärer som på 1700-talet var stommen i skärgårdsförsvaret var turuman mycket tungt beväpnad med runt tio gånger fler tunga kanoner. Den hade något större djupgående än galärer och var långsammare, men hade betydligt bättre skydd för besättningen och var sjövärdigare. Den kunde föras fram antingen med segel eller åror och var mindre och mer manövrerbar än de flesta seglande örlogsfartyg, vilket gjorde den lämplig för operationer i trånga och grunda farvatten.
Mellan 1761 och 1790 byggdes 14–15 fartyg, inklusive Amphion, en modifierad turuma som Gustav III använde både som lustjakt och stabsfartyg. Turuman tillhörde de tyngsta fartygen i skärgårdsflottan och ett flertal av dem tjänstgjorde i Gustav III:s ryska krig 1788–1790. Fartygstypen hade tre master, två däck och var utrustad med 16–19 årpar samt en besättning på 220–266 man. Längden var 35–39 meter, bredden cirka 9 meter och djupgåendet drygt 3 meter. Beväpningen bestod av 24–28 större kanoner och upp till 24 nickhakar för närstrid.

## Historisk bakgrund

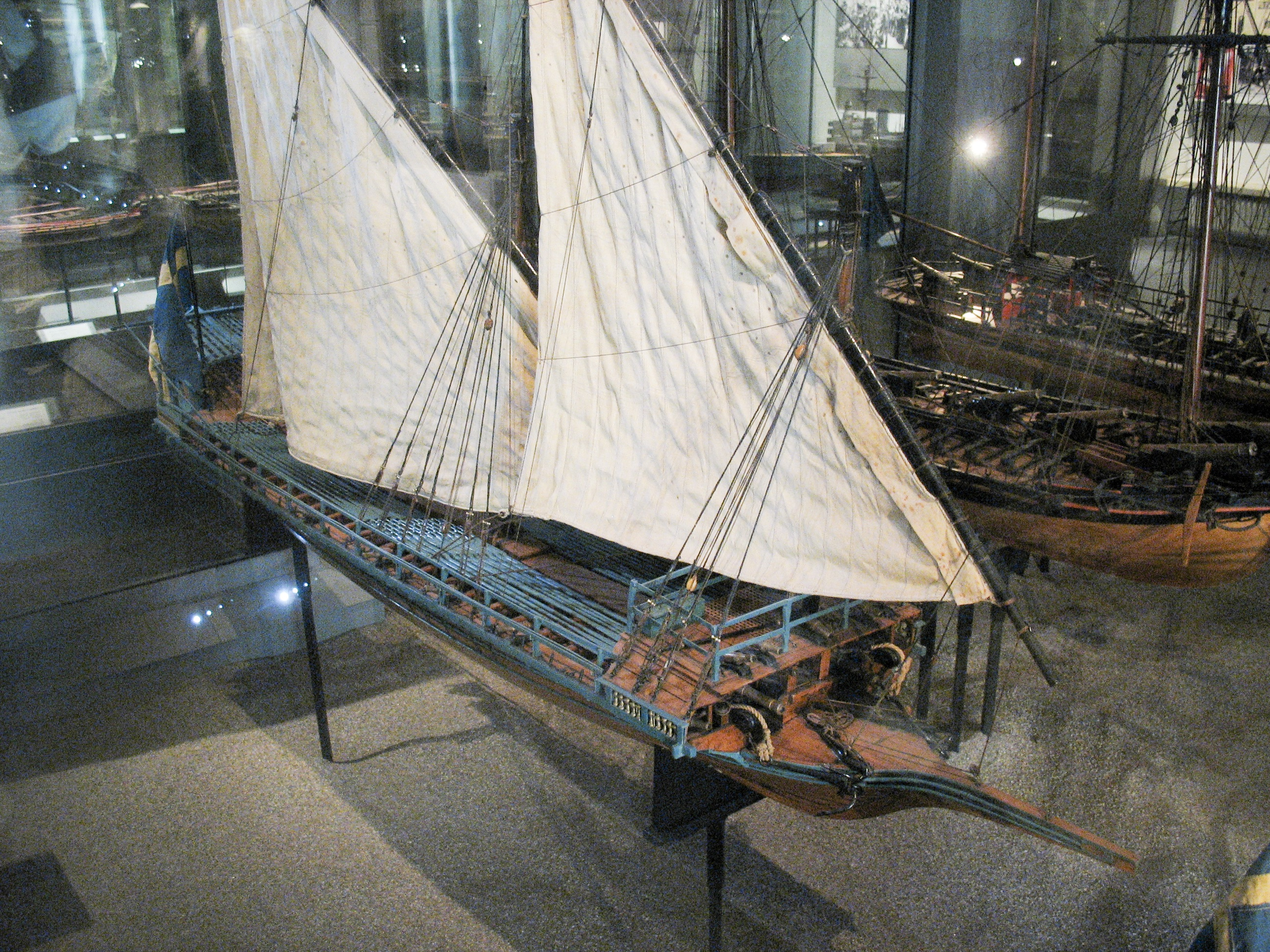
Samtida modell av en svensk galär från mitten av 1700-talet, den svenska kustflottornas främsta vapen fram till 1760-talet. Deras brist på eldkraft och skydd för besättningen gjorde att de började kompletteras och ersättas med skärgårdsfregatter och andra specialiserade fartyg.

I början av 1700-talet etablerade sig Ryssland under Peter den store för första gången som en stormakt med inflytande i Östersjön och utmanade därmed Sveriges dominans i regionen. Vid den här tiden tillhörde hela Finland, stora delar av Baltikum och spridda områden i norra Tyskland, Sverige. Väldet hölls ihop av Östersjöns sjörutter. Tsar Peter grundade 1703 Sankt Petersburg som ny huvudstad och framskriden flottbas. Under stora nordiska kriget (1700–1721) förlorade Sverige sina besittningar i Baltikum till Ryssland och utsattes för de så kallade rysshärjningarna längs östkusten. Ryska galärstyrkor färdades via den kedja av skärgårdar som gick från Bottenviken till Stockholms skärgård, utförde räder och brände ner städer, bruk och gårdar från Norrköping ända upp till Umeå. Härjningarna var en traumatisk upplevelse som ledde till att man skapade kustflottiljer utrustade med grundgående fartyg. De tidigaste använde mindre varianter av det traditionella krigsfartyget från Medelhavet, galären. De flesta liknade galjoter och kompletterades med skottpråmar, flatbottnade båtar utrustade med en kanon. Det svenska nederlaget i kriget mot Ryssland 1741–1743 och den begränsade inblandningen i Preussen under sjuårskriget visade på behovet av att ytterligare utöka kustflottan och att utveckla mer specialiserade fartyg.
Traditionella galärer var effektiva som trupptransportfartyg för amfibieoperationer, men hade svag beväpning, särskilt i relation till den stora bemanningen: en galär med en besättning på 250 man, varav nästan samtliga var roddare, hade vanligtvis bara en 24-punds kanon och två 6-pundare, samtliga i fören. De var odäckade och manskapet saknade skydd mot väder och vind, något som ledde till sjukdomar och svåra förluster under hattarnas ryska krig 1741-1743.

### Skärgårdsflottan
Efter nederlagen i kriget mot Ryssland beslutade en kommission 1747 att försvaret i öst behövde stärkas genom att bygga ut fästningar i sydöstra Finland och att bygga upp en stark skärgårdsflotta. I den frågan var den tidigare artilleriofficeren Augustin Ehrensvärd drivande och kommissionens slutsatser och beslut var i hög grad baserat på hans förslag om förbättringar. År 1756 bildades en särskild skärgårdsflotta som lydde under Krigskollegium (ämbetsverket som styrde armén) med Ehrensvärd som befälhavare och med det officiella namnet "arméns flotta". Under två decennier upplevde skärgårdsflottan förändringar som var beroende av det politiska spelet mellan hattarna och mössorna samt konkurrens mellan armén och flottan. I och med hattarnas seger i riksdagen 1769–1770 och Gustav III:s statskupp 1772 stärktes skärgårdsflottans ställning som självständig organisation under arméns ledning: från 1770 tilldelades den så kallade Finska eskadern (med bas i Sveaborg) och 1777 även galärflottan i Stockholm som den Svenska eskadern. Den svenska krigsmakten lade ner stora resurser på den nya vapengrenen och den åtnjöt en hög grad av självständighet. Det lockade till sig en social och kulturell elit som stod under Gustav III:s beskydd som absolut monark efter statskuppen 1772.
| Samarbetet mellan artilleriofficeren Augustin Ehrensvärd (1710–1772, vänster) och skeppsbyggaren Fredrik Henrik af Chapman (1721–1808, höger) var det som ledde till utvecklingen av turuman och flera nya fartygstyper för den svenska skärgårdsflottan. |  | Samarbetet mellan artilleriofficeren Augustin Ehrensvärd (1710–1772, vänster) och skeppsbyggaren Fredrik Henrik af Chapman (1721–1808, höger) var det som ledde till utvecklingen av turuman och flera nya fartygstyper för den svenska skärgårdsflottan. |
| Samarbetet mellan artilleriofficeren Augustin Ehrensvärd (1710–1772, vänster) och skeppsbyggaren Fredrik Henrik af Chapman (1721–1808, höger) var det som ledde till utvecklingen av turuman och flera nya fartygstyper för den svenska skärgårdsflottan. |  | |

Kärnan i skärgårdsflottan var till en början traditionella galärer, men såväl hattarnas ryska krig och pommerska kriget 1757–1762 visade på tydliga svagheter: eldkraften var otillräcklig, de krävde mycket stor bemanning, hade dåligt skydd för besättningen och var inte särskilt sjövärdiga. Under pommerska kriget hade skottpråmar använts för att komplettera galärerna, men visade sig alldeles för långsamma.
Ehrensvärd föreslog därför utvecklingen av nya skärgårdsfartyg som kombinerade tillräcklig eldkraft, manöverförmåga, sjövärdighet och utrymme för besättningen. Han utvecklade ett framgångsrikt samarbete med Fredrik Henrik Chapman (adlad "af Chapman" 1772) och tog under 1757 fram förslag på tyngre bestyckade, bredare galärer, något som dock visade sig opraktiskt. Istället tog Chapman fram fem nya fartygstyper: en "kanonbarkass" med en 12-pundare, skonertriggning och 7–8 åror samt fyra typer av "skärgårdsfregatter": udema, pojama, hemmema och turuma. Skärgårdsfregatterna var avsedda för finska skärgården och fick också namn efter de historiska finska landskapen Uusimaa (Nyland), Pohjanmaa (Österbotten), Hämeenmaa (Tavastland) och området Turunmaa (Åboland).

## Utveckling och föregångare

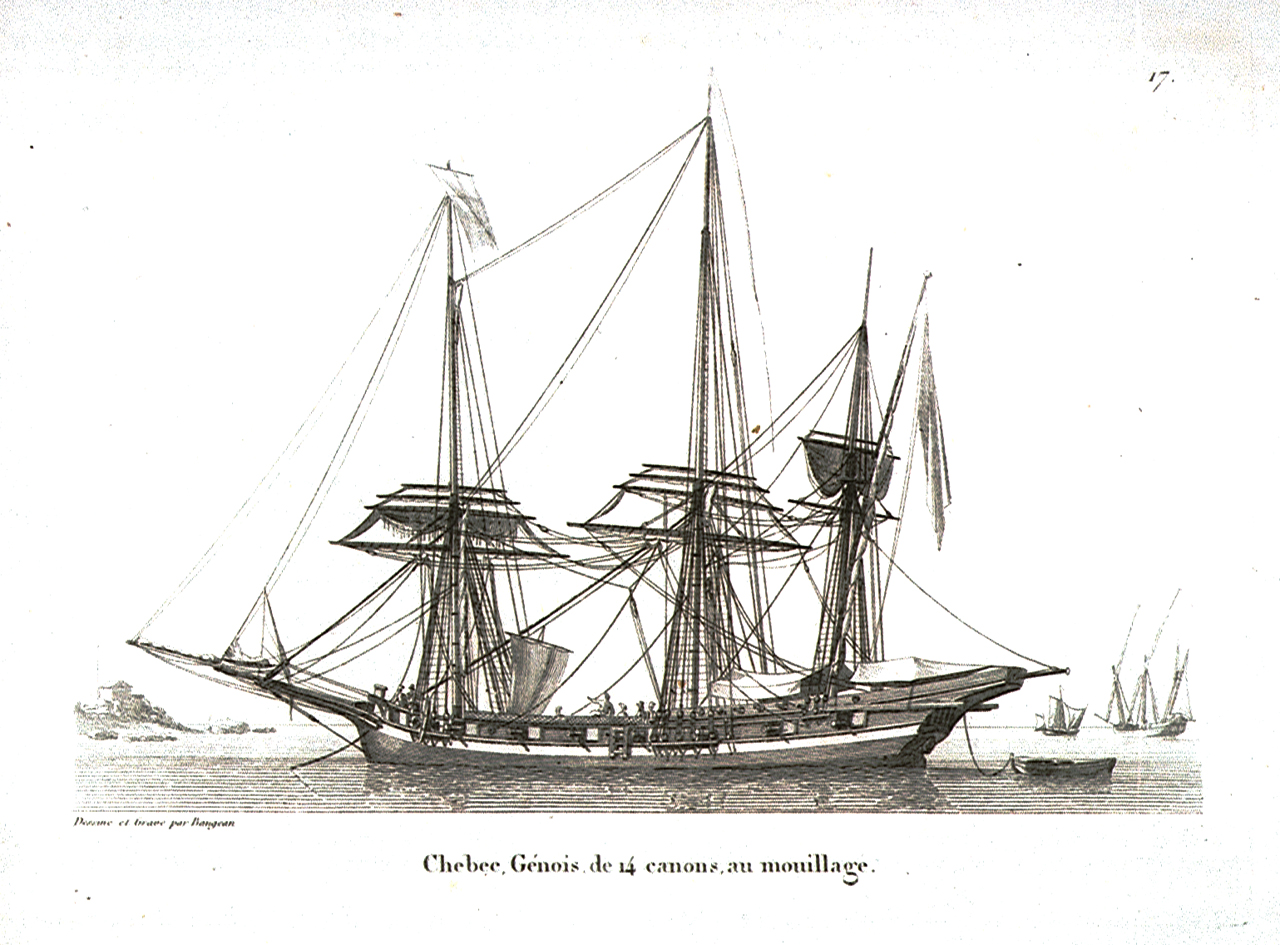
En genovesisk 14-kanoners chebeck från 1820-talet. Den här fartygstypen var inspirationen till införandet av de nya typerna av skärgårdsfregatter.

I jämförelse med galärerna hade de nya fartygstyperna bättre skydd för besättningen och tre gånger större förrådskapacitet. De kunde operera inomskärs i alla väder och utomskärs i allt utom de värsta stormarna. De hade större djupgående än galärer, men betydligt mindre än de traditionella seglande örlogsfartygen. De nya fartygen skulle öka den nya vapengrenens slagkraft, förse den med bättre försvarsmöjligheter och effektivare eldunderstöd vid amfibieoperationer. Samlingstermen "skärgårdsfregatt" har använts om samtliga fyra typer trots storleksskillnaderna mellan dem. Udeman och pojaman har av enstaka författare dock även beskrivits som "skärgårdskorvetter".

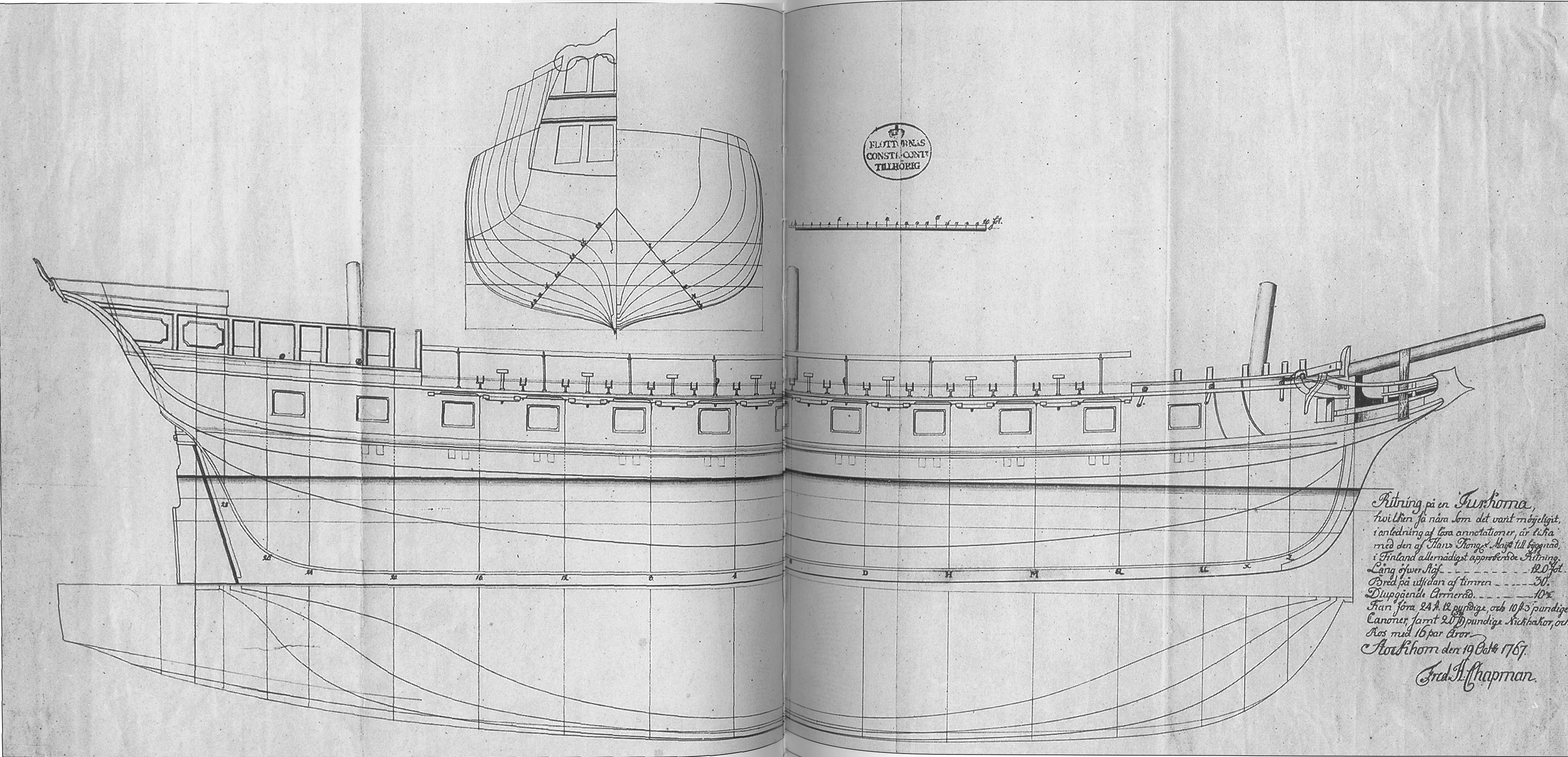
En profilritning av en turuma av Fredrik Henrik af Chapman daterad 19 oktober 1767. Måtten överensstämmer med Tor, byggd 1764.

Konceptet med hybridfregatter utrustade med åror var inte nytt när Chapman ritade turuman. Mindre segelfartyg med en full uppsättning åror fanns i engelska flottan redan i mitten av 1500-talet och kallades "galeaser", även om de var väldigt olika de egentliga galeaserna i Medelhavet. Den engelska flottan byggde även enstaka fregatter av ungefär samma storlek som en turuma med en full uppsättning årportar så tidigt som på 1660-talet, fast med årportarna placerade under kanondäcket. Ryska flottan hade i mitten av 1700-talet börjat använda chebecker för kustoperationer, inspirerade av utvecklingen i Medelhavet, där galärerna började fasas ut. Chebecken var en god seglare, kunde ros med åror om det behövdes, men samtidigt var den kraftigare bestyckad och hade större förråd än en galär och var billigare att underhålla. Ledningen för den svenska skärgårdsflottan påverkades av utvecklingen och Chapmans nya fartyg var i praktiken en vidareutveckling av principen bakom chebecken, fast anpassad till Östersjöns skärgårdskrigföring. Turuman hade distinkta skillnader i konstruktion, till exempel hade den två däck mot bara ett på chebecken, men inte större än att den ryska flottan ansåg fartygen tillräckligt lika för att beskriva en erövrad svensk turuma som en chebeck.

## Konstruktion

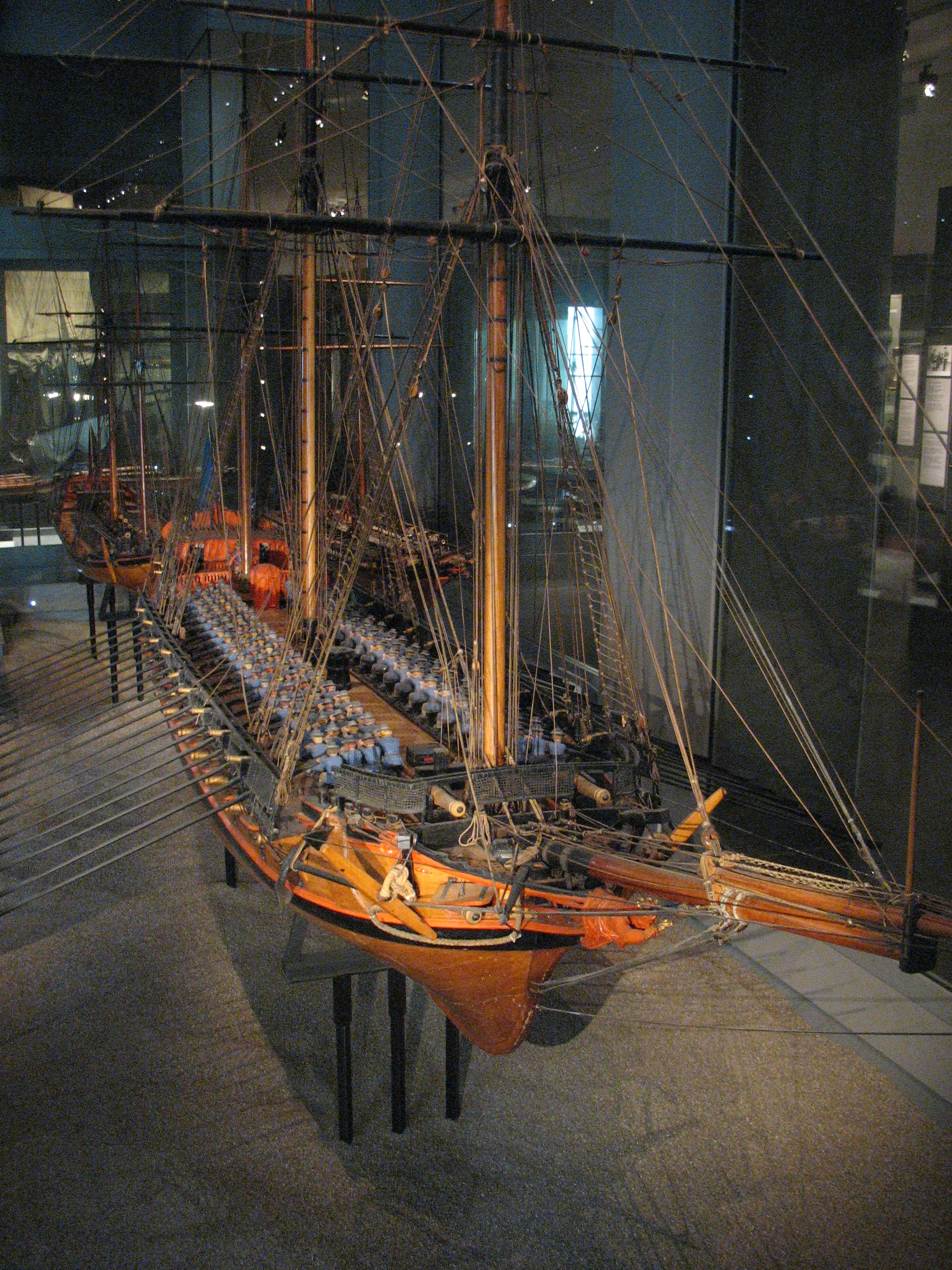
Samtida modell av turuman Lodbrok (byggd 1771) i Sjöhistoriska museet i Stockholm

År 1761 byggdes den första turuman och var tillsammans med den snarlika hemmeman det fartyg som bäst representerade termen "skärgårdsfregatt". Den delade många egenskaper med mindre traditionella fregatter med lågt skrov utan upphöjd back (främre delen av fartyget) eller poopdäck i aktern. Den hade tre master som till en början var riggade med trekantiga latinsegel, samma som på galärer, men fick sedan en mer konventionell fregattrigg med fyrkantiga råsegel, fast med märsstång och bramstång kombinerade (andra respektive tredje mastsektionerna nerifrån räknade). Råsegelriggen förbättrade segelegenskaperna och gjorde turuman till den bästa seglaren i skärgårdsflottan, även om den var långsammare än vanliga segelfartyg.
Den första turuman, Norden, var cirka 35 meter lång och 8 meter bred med ett djupgående på 3,3 meter. När det tredje fartyget, Lodbrok, byggdes 1771 hade skrovet förlängts till 38,5 meter och breddats till 9,5 meter, men var i övrigt av samma konstruktion. För extra rörlighet hade turuman 19 par åror (16 par i de två första fartygen) som roddes av fyra man per åra. Roddarna satt på övre däck, ovanför kanondäcket. Årtullarna var monterade på utriggare som gav en större hävstångseffekt.  Turuman var dock långsam vid rodd. I lugnt väder var medelhastigheten med åror runt en halv knop och kunde knappt föras fram i motvind. Tidigmoderna galärer var i jämförelse snabbare och lättare att manövrera med en genomsnittshastighet på 3-4 knop och upp till 7 knop under en kortare tid.
Turumans konstruktion var mycket lik en av de andra skärgårdsfregatterna, hemmeman. Den främsta skillnaden var att hemmeman roddes från kanondäcket, vilket placerade roddarna närmare vattenlinjen och gjorde dem effektivare. Senare hemmemor var också betydligt större, tyngre beväpnade och kraftigare byggda. Marinhistorikern Jan Glete har beskrivit de två fartygstyperna som varianter av samma fartygstyp, särskilt de tidigaste fartygen. Besättningen var på mellan 220 och 266 man beroende på fartyg och mellan 128 och 152 man (cirka 60 %) behövdes för att bemmanna samtliga åror.

### Bestyckning
En turuma var betydligt tyngre beväpnad än galärer och de mindre udeman och pojaman. Den hade ett fullt kanondäck med 24 12-pundare (22 i fartyget byggda efter 1790) som avfyrades genom kanonportar. I backen fanns dessutom två 18-pundare riktade rätt förut och längs relingarna upp till 24 mindre 3-pundiga nickhakar.

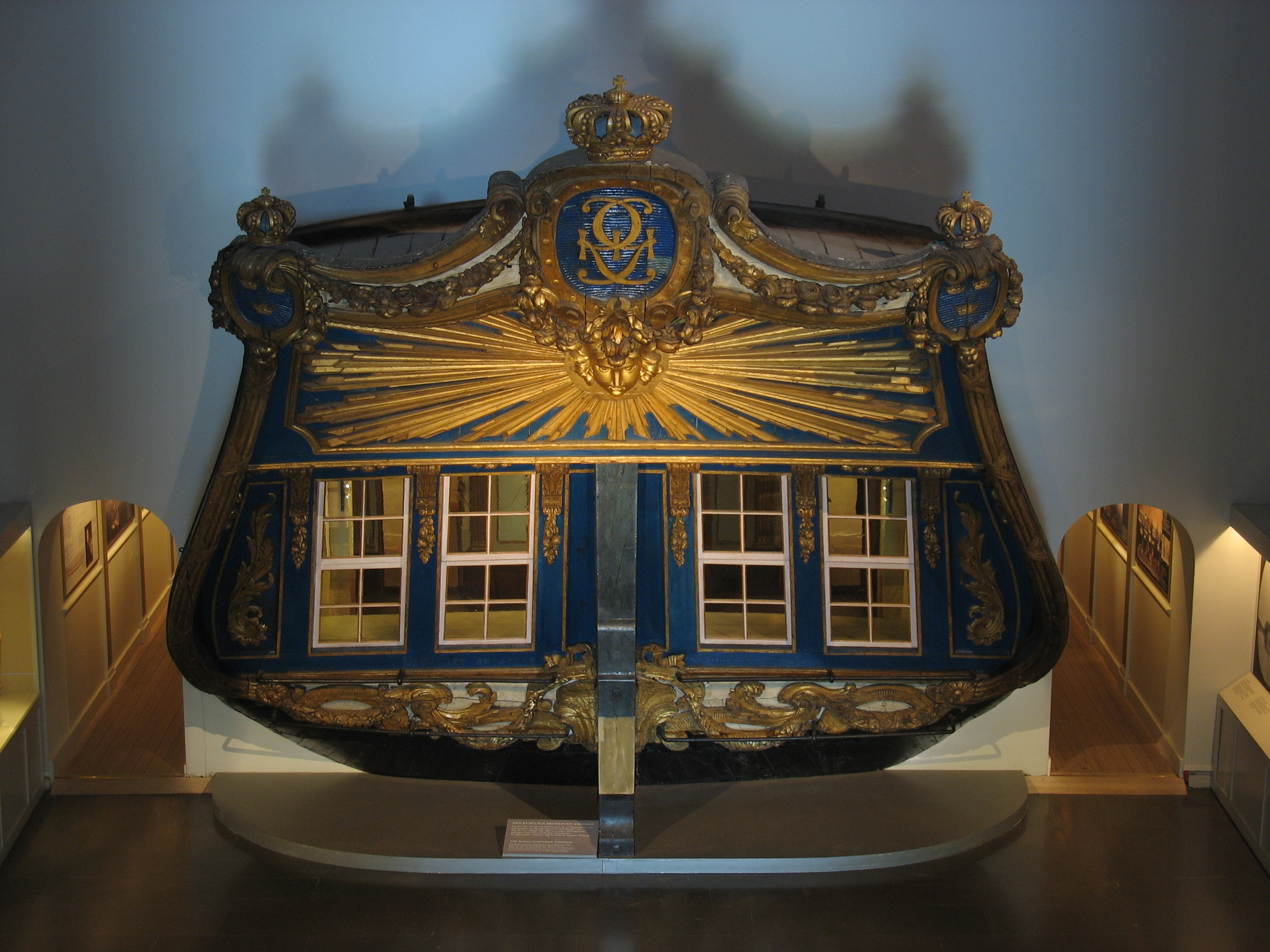
Den restaurerade akterspegeln från Gustav III:s lustjakt och stabsfartyg Amphion, en specialbyggd turuma.

### Amphion
År 1777 ritade Chapman en särskilt anpassad turuma som fick namnet Amphion och var avsett som kunglig lustjakt åt Gustav III. Den var mindre än krigsfartygen, 33,5 m lång och 6,8 m bred, och hade bara två master med en skonertrigg (senare omriggad som en brigantin). Chapman hade till en början avsett att den skulle vara bestyckad ungefär som de större fartygen, men på kungens begäran begränsades beväpningen till enbart nickhakar. Amphion utsmyckades i gustaviansk stil, en stramare inhemsk tolkning av rokoko, med en stor kajuta med takfönster som var väl lämpad för kungliga audienser och möten. I  kriget mot Ryssland 1788-1790 var Amphion Gustav III:s stabsfartyg, men hon seglade så dåligt att kungen var tvungen att överge henne under det dramatiska Viborgska gatloppet 1790.

## Tjänstgöring
Sju turumafartyg byggdes i Sverige innan Gustav III:s ryska krig bröt ut 1788, och ytterligare sex färdigställdes under kriget, samt ytterligare ett efter freden 1790; med sammanlagt 14 fartyg var turuman den vanligaste av de fyra skärgårdsfregattyperna. Vid krigsutbrottet 1788 utgjorde de kärnan i den skärgårdsflottilj som var stationerad i Finland. De användes för att understödja amfibieoperationer och för räder mot den ryska flottan, samtidigt som de gav understöd på vänstra flanken för de svenska trupperna som ryckte fram på finska fastlandet. Turumafartyg stred vid både det första och andra slaget vid Svensksund. I augusti 1789 försåg sex turumafartyg det mesta av de större svenska fartygens eldkraft, medan bara en enda turuma deltog i det andra slaget i juli 1790.

### Utfasning

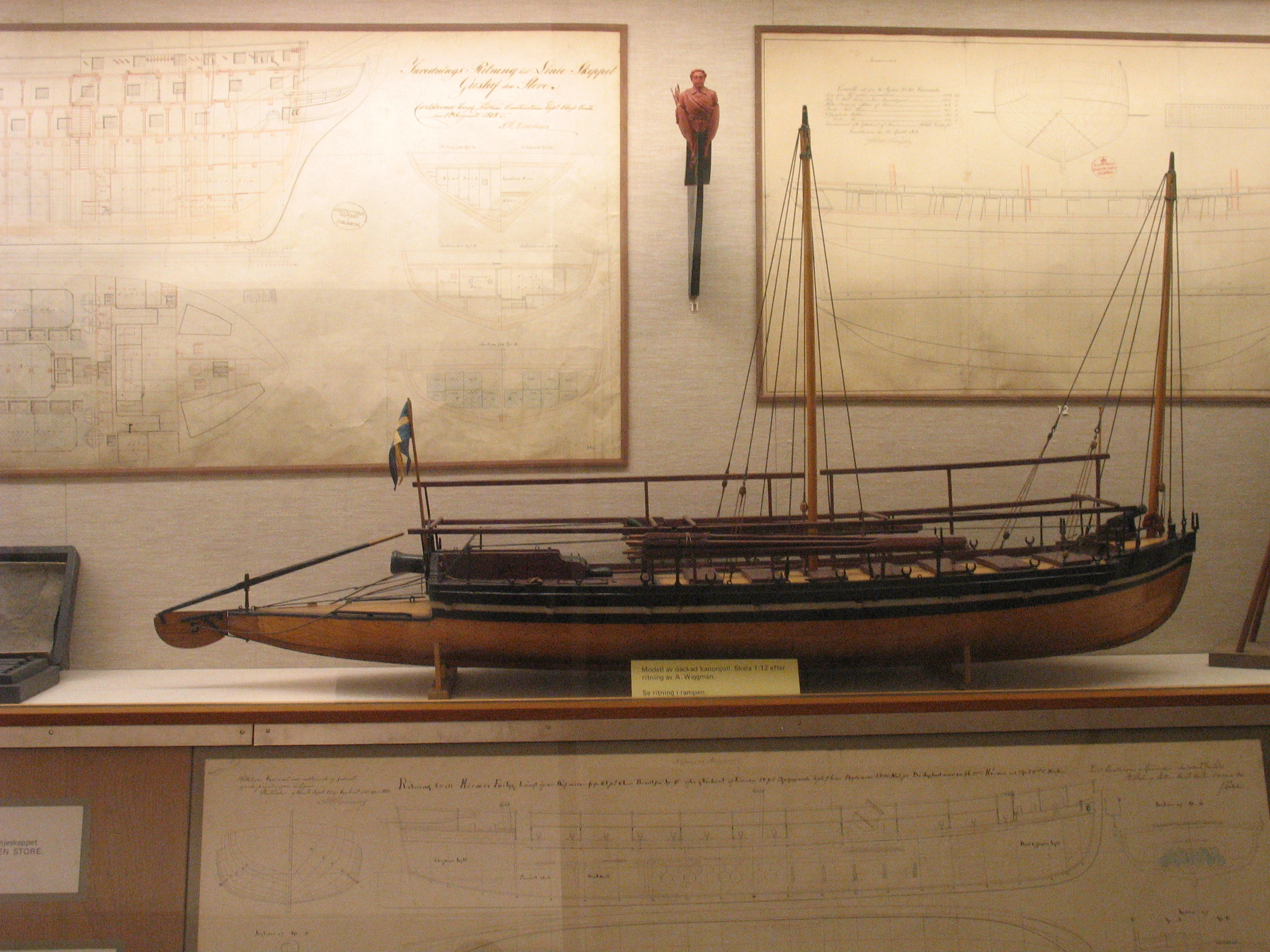
Samtida modell av en kanonjolle, den mindre typen av fartyg som ersatte turuman och andra skärgårdsfregatter som skärgårdsflottans viktigaste fartyg

Precis som de andra specialbyggda skärgårdsfartygen hade turuman begränsad användbarhet. De hade eldkraft som var överlägsen motsvarande ryska fartyg, men de seglade dåligt och var långsamma vid rodd. Med rätt taktik kunde de vara mycket effektiva mot galärer, med likvärdig eldkraft i fören, men med massivt överlägsna bredsidor. Om den tog sig in genom fiendens stridslinjer in i en formation med galärer kunde den orsaka stor förödelse, men ingen lyckades genomföra den typen av manöver, så dess optimala taktiska roll förblev obeprövad.
Turuman var, liksom hemmeman, effektiv i defensiva positioner där den kunde ta emot anfall med bredsidornas eldverkan, men saknade den mobilitet som krävdes vid offensiv krigföring i skärgård. De sex fartyg som hade börjat byggas innan kriget byggdes klart först 1790 och två gjordes om till sjukfartyg. Istället färdigställdes 1790 tre "superskärgårdsfregatter", stora varianter av hemmeman, bestyckad med 36-pundare som gjorde att de i praktiken hade större eldkraft än örlogsflottans största fregatter. Det andra slaget vid Svensksund hade däremot definitivt visat att de mindre och rörligare kanonjollarna och kanonsluparna var betydligt effektivare i skärgårdsoperationer. De var bestyckade med en eller två tunga kanoner i för eller akter som i praktiken gav dem lika stor eldkraft på offensiven som större fartyg, och deras låga profil utgjorde dessutom mycket små träffytor. När finska kriget bröt ut 1808 utgjorde den här typen av små fartyg den huvudsakliga offensiva kraften i skärgårdsflottan.
Sju turumor låg vid krigsutbrottet i Sveaborg, men endast en av dessa var i tjänstbart skick. Vid fästningens kapitulation föll de i ryssarnas händer.

## Fartyg
14 eller 15 turumafartyg byggdes, samtliga för tjänstgöring i skärgårdsflottan. Samtliga utom Amphion är listade nedanför med grunduppgifter där de är kända.
| Fartyg         | Varv       | Sjösatt | Mått                                   | Årpar | Beväpning                                   | Öde                                                      |
| -------------- | ---------- | ------- | -------------------------------------- | ----- | ------------------------------------------- | -------------------------------------------------------- |
| Norden         | Stralsund  | 1761    | längd: 34,4 bredd: 7,9 djupgående: 2,2 | 16    | 22 x 12-pundare 10 x 3-pundare 24 nickhakar | Utmönstrad 1790.                                         |
| Tor            | Sveaborg   | 1764    | längd: 35,6 bredd: 8,9 djugående: 3,3  | 19    | 24 x 12-pundare 2 x 18-pundare 22 nickhakar | Utmönstrad 1776.                                         |
| Lodbrok        | Stockholm  | 1771    | längd: 37,4 bredd: 9,2 djupgående: 3,3 | 19    | 22 x 12-pundare 2 x 18-pundare 22 nickhakar | Ombyggd till sjukfartyg 1790. Utmönstrad 1806.           |
| Björn Järnsida | Karlskrona | 1774    | längd: 37,4 bredd: 9,2 djupgående: 3,3 | 19    | 24 x 12-pundare 2 x 18-pundare 22 nickhakar | Förlorad i Svensksund 1789.                              |
| Ragvald        | Karlskrona | 1774    | längd: 37,4 bredd: 9,2 djupgående: 3,3 | 19    | 24 x 12-pundare 2 x 18-pundare 22 nickhakar | Förlorad i Svensksund 1789.                              |
| Sigurd Ormöga  | Karlskrona | 1774    | längd: 37,3 bredd: 9,2 djupgående: 3,3 | 19    | 24 x 12-pundare 2 x 18-pundare 22 nickhakar | Såld 1799.                                               |
| Sällan Värre   | Karlskrona | 1774    | längd: 37,4 bredd: 9,2 djupgående: 3,3 | 19    | 24 x 12-pundare 2 x 18-pundare 22 nickhakar | Erövrad vid Sveaborgs kapitulation 1808.                 |
| Ivar Benlös    | Sveaborg?  | 1775    | längd: 37,4 bredd: 9,2 djupgående: 3,3 | 19    | 24 x 12-pundare 2 x 18-pundare 22 nickhakar | Ombyggd till sjukfartyg 1790. Erövrad vid Sveaborg 1808. |
| Birger Jarl    | Sveaborg   | 1790    |                                        | 22    | 22 x 12-pundare 2 x 18-pundare 4 nickhakar  | Erövrad vid Sveaborg 1808.                               |
| Erik Segersäll | Sveaborg   | 1790    |                                        | 22    | 22 x 12-pundare 2 x 18-pundare 4 nickhakar  | Erövrad vid Sveaborg 1808.                               |
| Frej           | Sveaborg   | 1790    |                                        | 22    | 22 x 12-pundare 2 x 18-pundare 4 nickhakar  | Erövrad vid Sveaborg 1808.                               |
| Ivar Vitsärk   | Sveaborg   | 1790    |                                        | 22    | 22 x 12-pundare 2 x 18-pundare 4 nickhakar  | Erövrad vid Sveaborg 1808.                               |
| Tor            | Sveaborg   | 1790    |                                        | 22    | 22 x 12-pundare 2 x 18-pundare 4 nickhakar  | Erövrad vid Sveaborg 1808.                               |
| Yngve          | Sveaborg   | 1790    |                                        | 22    | 22 x 12-pundare 2 x 18-pundare 4 nickhakar  | Ombyggd 1784. Erövrad vid Sveaborg 1808.                 |